# Монголія на зимових Олімпійських іграх 2022
Монголія взяла участь у зимових Олімпійських іграх 2022, що тривали з 4 до 20 лютого в Пекіні (Китай).
Батмунхиїн Ачбадрах і Аріунсанаагийн Енхтуул як єдині представники своєї країни несли її прапор на церемонії відкриття.

## Спортсмени
Кількість спортсменів, що взяли участь в Іграх, за видами спорту.
| Вид спорту     | Чоловіки | Жінки | Загалом |
| -------------- | -------- | ----- | ------- |
| Лижні перегони | 1        | 1     | 1       |
| Загалом        | 1        | 1     | 2       |

## Лижні перегони
Від Монголії на Ігри кваліфікувалися один лижник і одна лижниця, що відповідали базовому кваліфікаційному критерію.
Дистанційні перегони
| Батмунхиїн Ачбадрах    | 15 км класичним стилем (чоловіки) | Н/Д | 43:29.9 | +5:35.1 | 65 |
| Аріунсанаагийн Енхтуул | 10 км класичним стилем (жінки)    | Н/Д | 37:02.5 | +8:56.2 | 85 |

Спринт
| Спортсмен              | Дисципліна | Кваліфікація | Кваліфікація | Чвертьфінал  | Чвертьфінал  | Півфінал     | Півфінал     | Фінал        | Фінал        |
| Спортсмен              | Дисципліна | Час          | Місце        | Час          | Місце        | Час          | Місце        | Час          | Місце        |
| ---------------------- | ---------- | ------------ | ------------ | ------------ | ------------ | ------------ | ------------ | ------------ | ------------ |
| Батмунхиїн Ачбадрах    | Чоловіки   | 3:11.60      | 77           | Не потрапив  | Не потрапив  | Не потрапив  | Не потрапив  | Не потрапив  | Не потрапив  |
| Аріунсанаагийн Енхтуул | Жінки      | 3:58.25      | 79           | Не потрапила | Не потрапила | Не потрапила | Не потрапила | Не потрапила | Не потрапила |